# Hrašćina
 Hrašćina  falu és község Horvátországban Krapina-Zagorje megyében. Közigazgatásilag Domovec, Donji Kraljevec, Gornjaki, Gornji Kraljevec, Husinec, Jarek Habekov, Maretić, Trgovišće és Vrbovo tartozik hozzá.

## Fekvése
Krapinától 28 km-re délkeletre, a megye északkeleti részén, a Horvát Zagorje területén fekszik.

## Története
Hrašćina Szűz Mária plébániáját már 1334-ben említi Ivan zágrábi főesperes a zágrábi káptalan statutumában. 1501-ben István nevű plébánosát említik. A plébániát 1573-ban és 1598-ban is említik. A mai barokk templomot 1675-ben építették. 1751. május 26-án 18 óra tájban egy rendkívüli természeti jelenség helyszíne volt a település, amikor vasmeteorit zuhant le a domoveci határban. A meteorit vasmagjának két 36,76 és 8,96 kg-os megtalált darabját Bécsbe szállították, ahol ma is őrzik. Az esemény nagy feltűnést keltett az akkori tudományos körökben, hiszen nyilvánvaló lett, hogy az égből is eshetnek kövek. Az esemény nagy lendületet adott a hasonló jelenségek kutatásának és a meteoritok gyűjtésének a múzeumok és királyi kutatóintézetek körében.
A településnek 1857-ben 137, 1910-ben 418 lakosa volt. Trianonig Varasd vármegye Zlatari járásához tartozott.
Magát Hrašćina községet 1900-ban alakították meg először, ezt azonban 1945-ben megszüntették. 1951-ben újraszervezték a községet, melynek területéhez akkor a mai falvakon kívül még Gornja és Donja Konjščina, Krapina Selo, Galovec és Jelovec is hozzá tartozott. 1956-ban Konjščina, később Zlatar Bistrica, illetve Zlatar községek megalakításával a község területe csökkent. A területek elveszítése miatt a község kulturális és gazdasági fejlődése lelassult. A hrašćinai plébánia területe viszont nagyobb a községénél, hiszen  a Breznički Humhoz tartozó Krščenovec és a Konjščinához tartozó Pešćeno falvak is ide tartoznak. A községnek 2001-ben 1826, a falunak magának 115 lakosa volt.

## Nevezetességei
- Szent Miklós püspök tiszteletére szentelt plébániatemploma mai formájában a 17. században épült barokk stílusban. Téglalap alaprajzú hajóval és egy szélesebb sokszög záródású szentéllyel rendelkező épület, az északi homlokzat melletti harangtoronnyal, valamint északi és déli oldalkápolnákkal. A templom teljes belsejét Antun Lerchinger és Antun Archer zágrábi festőművészek asszisztenseinek tulajdonított falfestményciklus borítja. A templom minőségi barokk berendezéssel rendelkezik. A történelmi forrásokban az 1334-ből származó plébániajegyzékben említik először. Építési fázisai a romántól a barokkig fennmaradtak.[3]

- Hrašćina központjától nem messze található a Belošević-kúria. Egy téglalap alaprajzú földszintes ház, melyet a 19. században épített Dragojlo Kušlan. Az épület szerkezete a mai napig megmaradt. A déli oldalon a homlokzat mentén fedett tornác van, amelyet fából faragott oszlopok támasztanak alá. A tornác alatt található a ház bejárata. A háztól nem messze található egy volt gazdasági épület, amelyet ma vendégszobákká alakítottak át. Az egyikben egy régi, 1834-es szőlőprést őriznek.[4]

- Hrašćina központjában az útkereszteződésben található a Szent Anna utikápolna. A kápolna alsó részébe egy római sírkő egy részét építették be. A középső részben szentek csoportja látható Szent Annával, a kis Jézussal és Máriával, míg a harmadikban egy dombormű található Stjepan Radić portréjával. A beépített római sírkő eredete ismeretlen. Eredetileg egy sztélé felső része volt, amelynek faragott háromszög alakú profilozott szélű oromzata van, közepén egy Gorgona fejjel, mindkét oldalán egy-egy madárral. Alsó részében két embert ábrázoló dombormű van kifaragva, a jobb oldalon egy idősebb férfié, a bal oldalon pedig egy nőé. Feliratából csak néhány betű maradt meg.[5]

- A hrašćinai vasmeteorit két darabja ma a bécsi természettudományi múzeumban látható. Az eseményről a község minden évfordulón megemlékezik.